# Garcinia rubroechinata
Garcinia rubroechinata är en tvåhjärtbladig växtart som beskrevs av A.J.G.H. Kostermans. Garcinia rubroechinata ingår i släktet Garcinia och familjen Clusiaceae. Inga underarter finns listade i Catalogue of Life.